# Concentus Musicus Wien
Il Concentus Musicus Wien è un ensemble strumentale austriaco specializzato nell'esecuzione di musica del periodo barocco e classico.

## Storia
Il complesso è stato fondato a Vienna nel 1953 dal violoncellista austriaco Nikolaus Harnoncourt. Sin da allora Harnoncourt fu un precursore della pratica esecutiva storica, ovvero dell'esecuzione con strumenti originali dell'epoca usando le tecniche del tempo. Per ottenere questo risultato, gli strumentisti del gruppo trascorsero quattro lunghi anni a provare il repertorio prima di dare il loro primo concerto. Soltanto nel 1957 venne dato il primo concerto del Concentus Musicus Wien, al Palais Schwarzenberg di Vienna. 
Il gruppo incontrò subito il favore del pubblico e della critica e dal 1960 vennero tenuti dei cicli annuali di concerti e vennero effettuate registrazioni discografiche dei Concerti brandeburghesi di Bach ed in seguito, dal 1971 al 1990, dell'integrale delle Cantate dello stesso Bach. In questo monumentale lavoro Harnoncourt fu affiancato dal direttore d'orchestra Gustav Leonhardt.
Nel 1967 eseguono la colonna sonora del film Cronaca di Anna Magdalena Bach diretti da Harnoncourt.
Nel corso della sua attività il complesso si è cimentato anche nell'esecuzione di opere barocche fra le quali si ricordano Didone ed Enea  e The Fairy Queen di Purcell, diversi oratori di Georg Friedrich Händel e L'Orfeo di Monteverdi.  
Il repertorio del Concentus Musicus Wien va dal medioevo fino al classicismo con Haydn e Mozart, comprendendo musica sacra e profana.

## Discografia
- Bach: Christmas Oratorio - Nikolaus Harnoncourt/Concentus Musicus Wien, 1994 Sony
- Bach: Matthäus-Passion - Concentus Musicus Wien/Nikolaus Harnoncourt, 2001 Teldec
- Bach: St. John Passion - Concentus Musicus Wien/Chorus Viennensis/Hans Gillesberger/Nikolaus Harnoncourt, 1965 Teldec
- Bach, Passione Giovanni - Harnoncourt/Equiluz/Moser, 1985 Deutsche Grammophon DVD
- Bach: Weihnachtsoratorium (Christmas Oratorio) - Chorus Viennensis/Concentus Musicus Wien/Hans Gillesberger/Nikolaus Harnoncourt/Vienna Boys Choir, 1974 Teldec
- Bach, Oratorio di Natale - Harnoncourt/Schreier/Holl, 1981 Deutsche Grammophon DVD
- Bach: Brandenburg Concertos Nos 1 - 6 - Concentus Musicus Wien/Nikolaus Harnoncourt, 1982 Teldec
- Bach, Conc. brand. n. 1-6/Cant. BWV 211/Conc. oboe/Suite n. 3 - Harnoncourt/Schreier/Holl/CMW, 1982/1984 Deutsche Grammophon DVD
- Bach: Mass in B Minor - Concentus Musicus Wien/Hans Gillesberger/Nikolaus Harnoncourt, 1968 Teldec
- Double Concertos by Bach's Sons - Concentus Musicus Wien/Gustav Leonhardt/Leonhardt Consort, 1968 Teldec
- Beethoven: Symphonies Nos. 4 & 5 - Nikolaus Harnoncourt/Concentus Musicus Wien, 2015 Sony
- Handel Edition, Vol. 6: Belshazzar & Jephtha - Concentus Musicus Wien/Nikolaus Harnoncourt, 1979 Teldec
- Handel: Messiah - Concentus Musicus Wien/Elizabeth Gale/Marjana Lipovsek/Nikolaus Harnoncourt/Roderick Kennedy/Werner Hollweg, 1983 Teldec
- Händel: Messiah, HWV 56 - Arnold Schönberg Chor/Concentus Musicus Wien/Nikolaus Harnoncourt, 1998 Sony
- Handel: Hallelujah! Famous Choruses - Concentus Musicus Wien/Nikolaus Harnoncourt, 1976 Teldec
- Handel: Organ Concertos, Opp. 4 & 7 - Concentus Musicus Wien/Herbert Tachezi/Nikolaus Harnoncourt, 1975 Teldec
- Haydn : The Seven Last Words of Christ on the Cross - Arnold Schönberg Chor/Concentus Musicus Wien/Nikolaus Harnoncourt, 1992 Teldec
- Haydn Edition, Vol. 5: Masses, Stabat Mater & Seven Last Words - Arnold Schönberg Chor/Concentus Musicus Wien/Nikolaus Harnoncourt, 2000 Teldec
- Haydn Edition, Vol. 1: Famous Symphonies - Concentus Musicus Wien/Nikolaus Harnoncourt, 2008 Warner
- Haydn: Symphonies Nos. 31, 59 & 73 - Concentus Musicus Wien/Nikolaus Harnoncourt, 1994 Teldec
- Haydn: Choral Works - Alastair Miles/Arnold Schönberg Chor/Barbara Bonney/Concentus Musicus Wien/Elisabeth von Magnus/Herbert Lippert/Nikolas Harnoncourt, 2002 Warner
- Haydn: Orlando Paladino - Concentus Musicus Wien/Nikolaus Harnoncourt, 2006 BMG/Sony
- Haydn: Mass No. 11 in D Minor, 'Missa in Angustiis' [Nelson Mass] & Te Deum - Concentus Musicus Wien/Nikolaus Harnoncourt, 1998 Teldec
- Haydn: Die Schöpfung (The Creation) - Nikolaus Harnoncourt/Concentus Musicus Wien, 2003 Deutsche Harmonia Mundi
- Haydn: Die Jahreszeiten (The Seasons) - Nikolaus Harnoncourt/Concentus Musicus Wien, 2008 Deutsche Harmonia Mundi
- Mozart: Requiem, K. 626 - Nikolaus Harnoncourt/Arnold Schönberg Chor/Concentus Musicus Wien, 2004 Sony
- Mozart: Requiem - Concentus Musicus Wien/Kurt Equiluz/Nikolaus Harnoncourt/Ortrun Wenkel/Rachel Yakar/Robert Holl, 1982 Teldec
- Mozart: Symphonies Nos. 39, 40 & 41 Jupiter - Nikolaus Harnoncourt/Concentus Musicus Wien, 2014 Sony
- Mozart: Symphony No. 27, Serenade No. 5 - Concentus Musicus Wien/Nikolaus Harnoncourt, 1991 Teldec
- Mozart: "Great Mass" in C Minor, K.427 - Concentus Musicus Wien/Nikolaus Harnoncourt, 1985 Teldec
- Mozart: Missa in C, K. 257 "Credo" - Concentus Musicus Wien/Nikolaus Harnoncourt, 1992 Teldec
- Mozart: Missa Solemnis K. 139 "Waisenhaus" - Exsultate Jubilate K. 165 - Arnold Schönberg Chor/Barbara Bonney/Concentus Musicus Wien/Håkan Hagegård/Jadwiga Rappé/Josef Protschka/Nikolaus Harnoncourt, 1990 Teldec
- Mozart: Clarinet Concerto, Oboe Concerto & Concerto for Flute and Harp - Concentus Musicus Wien/Nikolaus Harnoncourt, 2000 Teldec
- Mozart: March in D Major K. 335, Serenade in D Major K. 320 "Posthorn-Serenade" & Symphony in D Major K. 385 "Haffner-Sinfonie" - Nikolaus Harnoncourt/Concentus Musicus Wien, 2013 Sony
- Mozart: Early Symphonies - Nikolaus Harnoncourt/René Möller/Concentus Musicus Wien/Julian Schwenkner, 2004 deutsche harmonia mundi
- Mozart: La Finta Giardiniera - Charlotte Margiono/Concentus Musicus Wien/Dawn Upshaw/Edita Gruberová/Monica Bacelli/Nikolaus Harnoncourt/Thomas Moser, 1992 Teldec
- Mozart: Zaide, KV 344 - Concentus Musicus Wien/Diana Damrau/Michael Schade/Nikolaus Harnoncourt/Tobias Moretti, 2006 Sony
- Mozart: Il re Pastore - Ann Murray/Concentus Musicus Wien/Eva Mei/Inga Nielsen/Markus Schäfer/Nikolaus Harnoncourt/Roberto Saccà, 1996 Teldec
- Mozart, Mitridate re di Ponto - Harnoncourt/Winbergh/Ponnelle, 1986 Decca DVD
- Mozart: Piano Concertos Nos. 23 & 25 - Nikolaus Harnoncourt/Rudolf Buchbinder/Concentus Musicus Wien, 2012 Sony
- Mozart: Sacred Works - Barbara Bonney/Choralschola Der Wiener Hofburgkapelle/Concentus Musicus Wien/Nikolaus Harnoncourt, 1994 Teldec
- Mozart : Eine Kleine Nachtmusik, Nannerl Septett, Ein musikalischer Spaß - Concentus Musicus Wien/Nikolaus Harnoncourt, 1989 Teldec
- Purcell: The Fairy Queen - Anthony Michaels-Moore/Arnold Schönberg Chor/Barbara Bonney/Concentus Musicus Wien/Elisabeth von Magnus/Laurence Dale/Nikolaus Harnoncourt/Robert Holl/Sylvia McNair, 1995 Teldec
- Telemann: Concertos - Concentus Musicus Wien/Nikolaus Harnoncourt, 1966 Teldec
- Instrumental Music of 1600 (Music by Gabrieli, Morley, Holborne, Scheidt and Others) - Concentus Musicus Wien/Nikolaus Harnoncourt, 2004 ProArte
- Music At the Habsburg Court - Concentus Musicus Wien/Nikolaus Harnoncourt, 1970 Teldec
- Music At the Court of Mannheim - Concentus Musicus Wien/Nikolaus Harnoncourt, 1985 Teldec
- Concentus Musicus - Live At the Holland Festival, 1973 - Concentus Musicus Wien/Nikolaus Harnoncourt, Teldec
- Musica alla corte di Massimiliano I, Isaac/Brumel/Desprès/De La Rue/Senfl - Harnoncourt/Concentus Musicus, 1963 Archiv Produktion